# Броттероде
Броттероде (нем. Brotterode) — город в Германии, в земле Тюрингия, в Тюрингенском лесу.
Входит в состав района Шмалькальден-Майнинген. Население составляет 2959 человек (на 31 декабря 2006 года). Занимает площадь 23,81 км². Официальный код — 16 0 66 014.

## История
Населённый пункт впервые упоминается в 1039 году под названием Брунувардесрот (Brunuwardesrot). Около 1360 года здесь находилась резиденция фогта, в 1583 году он вошёл во владение Гессенского ландграфства. В 1895 году почти все поселение было уничтожено пожаром, 729 из 842 построек сгорело дотла, но в последующие годы деревня была постепенно восстановлена. В 1936 году Броттероде получил права города. Перед Второй мировой войной входил в состав прусской провинции Гессен-Нассау.

## География

Панорама Броттероде

Рядом с Броттероде лежит одна из наиболее высоких гор Тюрингенского леса — гора Гроссер-Инзельберг (916,5 м). Город получил известность как центр зимних видов спорта (в частности, здесь имеется лыжный трамплин), туризма.

## Города-побратимы
У Броттероде есть три города-побратима:
- Германия Бад-Фильбель (Германия);
- Германия Хахенбург (Германия);
- Франция Сен-Мартен-ле-Вину (Франция).